# Scopula empera
Scopula empera là một loài bướm đêm trong họ Geometridae.